# Monohelea subpahangensis
Monohelea subpahangensis är en tvåvingeart som beskrevs av Saha och Gupta 1991. Monohelea subpahangensis ingår i släktet Monohelea och familjen svidknott. Inga underarter finns listade i Catalogue of Life.